# David Koch
David Hamilton Koch (Wichita, 3 maggio 1940 – Southampton, 23 agosto 2019) è stato un imprenditore e politico statunitense, proprietario insieme al fratello Charles Koch della Koch Industries fondata dal padre e, secondo Forbes, l'undicesimo uomo più ricco del mondo nell'aprile 2019 con un patrimonio di 50,5 miliardi di dollari.

## Biografia
Koch nacque a Wichita, in Kansas, figlio di Mary Clementine e Fred Chase Koch, un ingegnere chimico. Il nonno paterno, Harry Koch, era un immigrato olandese che fondò il quotidiano Quanah Tribune-Chief, ed era un azionista fondatore della Quanah, Acme and Pacific Railway. David è il terzogenito di quattro figli, con i fratelli maggiori Frederick R. Koch, Charles Koch, e un gemello più giovane di diciannove minuti, Bill Koch. Tra i suoi avi materni vi sono William Ingraham Kip, un vescovo episcopale, William Burnet Kinney, un politico, e Elizabeth Clementine Stedman, una scrittrice.
Koch frequentò la Deerfield Academy nel Massachusetts, diplomandosi nel 1959. Continuò gli studi al Massachusetts Institute of Technology (MIT), conseguendo sia un bachelor's (1962) che un master (1963) in ingegneria chimica. Koch, che fu un membro della confraternita Beta Theta Pi, giocò a pallacanestro al MIT, ottenendo risultati che ai tempi stabilirono record scolastici.

### Attività nella Koch Industries
Nel 1970 David entrò nelle Koch Industries sotto il fratello maggiore Charles, per lavorare come manager dei servizi tecnici. Fondò l'ufficio di New York della società, e nel 1979 divenne presidente della sua divisione, Koch Engineering, ribattezzata Chemical Technology Group. Nel giugno 1983 scoppiò un'aspra battaglia legale, durata più di due decenni, tra i fratelli Koch, tutti e quattro azionisti della società. Da un lato Charles e David, dall'altro Frederick e Bill, il gemello di David. Le quote di Frederick e Bill furono acquistate per 1,1 miliardi di dollari e Charles e David diventarono i proprietari della maggioranza della società, con David nel ruolo di vicepresidente esecutivo, incarico mantenuto sino al 2018. 

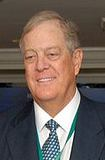
David Koch nel 2007

Ma le cause legali tra i fratelli continuarono per anni, e Frederick e Bill si schierarono con J. Howard Marshall III nel tentativo di rilevare la società: solo nel 2001 fu trovato un accordo. Nel 2010 David Koch possedeva il 42% di Koch Industries, diventata nel frattempo la seconda più grande azienda privata negli Stati Uniti e titolare di quattro brevetti, una partecipazione uguale a quella di suo fratello Charles. Il 5 giugno 2018 la società ha annunciato il ritiro in pensione di David Koch per motivi di salute.

### Attività politica
David Koch è stato inizialmente vicino agli ideali libertarian, al punto da finanziare e supportare il Partito Libertario degli Stati Uniti d'America; all'interno del partito ha anche ricoperto importanti cariche, cosa non molto ben vista da tutti a causa della sua potenza finanziaria e del suo attivo coinvolgimento nella vita economica del Paese. 
Alla fine degli anni Settanta decise di scendere in campo in prima persona, accettando la carica di candidato vicepresidente propostagli da Ed Clark, e con questi promosse una intensa campagna elettorale. Il duo Clark-Koch prometteva di abolire la sicurezza sociale, il Federal Reserve Board, il welfare, le leggi sui salari minimi, le tasse sulle società, tutti i supporti di prezzo e i sussidi per l'agricoltura e le imprese e le agenzie federali statunitensi tra cui FBI e CIA. Alle elezioni presidenziali del 1980 il partito raccolse 921.128 consensi, corrispondenti all'1,1% del voto popolare, e nessun grande elettore.
Nel 1984, Koch ruppe con il Partito Libertario quando sostenne l'eliminazione di tutte le tasse. Successivamente, Koch divenne un repubblicano, con donazioni a varie campagne politiche. Nel febbraio 2012, durante le elezioni per il governatore del Wisconsin, Scott Walker, Koch ha detto: "Lo stiamo aiutando, come dovremmo. Siamo diventati abbastanza bravi in questo nel corso degli anni. Abbiamo speso un sacco di soldi in Wisconsin. Spenderemo di più".

#### Critiche ad Obama
Nel 2012, Koch ha speso oltre 100 milioni di dollari nel tentativo, fallito, di opporsi alla rielezione del presidente Barack Obama. In seguito Koch, favorevole ad un governo più piccolo e a minori tasse, si disse contrario al Patient Protection and Affordable Care Act e al Dodd-Frank Wall Street Reform and Consumer Protection Act. Koch si è opposto a molte delle politiche del presidente Obama. Un articolo del Weekly Standard, che descriveva in dettaglio l'"ossessione della sinistra" per i fratelli Koch, cita proprio Koch affermando che Obama è "il presidente più radicale che abbiamo mai avuto come nazione... e ha fatto più danni al sistema di libera impresa e prosperità a lungo termine di qualsiasi presidente che abbiamo mai avuto". Koch ha detto anche che il socialismo economico del padre di Obama - praticato in Kenya - spiega perché Obama ha influenze "anti-business e anti-free enterprise". Koch si è espresso in modo molto critico affermando che Obama è "spaventoso", un "socialista hardcore" che è "meraviglioso nel fingere di essere qualcosa di diverso da quello che è".
Ha poi sostenuto che non era sicuro se il riscaldamento globale fosse dannoso, pensava anzi che un pianeta più caldo sarebbe stato "buono", con stagioni di crescita allungate in grado di attenuare i problemi causati dalla scomparsa delle coste e dalle migrazioni di massa: "La Terra sarà in grado di sostenere un numero enormemente maggiore di persone, perché sarà disponibile una superficie molto più grande per produrre cibo". Koch si è opposto alla guerra in Iraq, dicendo che la guerra è "costata un sacco di soldi e ci sono voluti così tante vite americane", e "mi chiedo se quella fosse la cosa giusta da fare. Col senno di poi, sembra che non fosse una buona politica". Koch si considerava un liberale sociale che sosteneva il diritto delle donne di scegliere, i diritti gay, il matrimonio tra persone dello stesso sesso e la ricerca sulle cellule staminali. Si è opposto alla lotta alla droga.

#### Tea Party
Nel 1984, ha fondato e finanziato Citizens for a Sound Economy (CSE), di cui è stato presidente del consiglio di amministrazione. Koch è stato anche presidente e finanziatore della Americans for Prosperity Foundation e membro della Cato Institute and Reason Foundation. Nel 2011, 2014 e 2015 la rivista Time ha incluso Charles e David Koch tra i Time 100 dell'anno, per il loro coinvolgimento nel sostenere il movimento Tea Party.

#### Riforma carceraria
Nel luglio 2015, David e Charles Koch sono stati elogiati sia dal presidente Obama che dall'attivista Anthony Van Jones per i loro sforzi bipartisan per riformare il sistema carcerario negli Stati Uniti. Per quasi 10 anni, i Koch sostennero diverse riforme all'interno del sistema di giustizia penale che includono la riduzione dei tassi di recidiva, la semplificazione del processo di occupazione per i riabilitati e la difesa della proprietà privata dai sequestri governativi attraverso la decadenza dei beni. Alleandosi con gruppi come l'ACLU, il Center for American Progress, Families Against Mandatory Minimums, la Coalition for Public Safety e, la MacArthur Foundation, i Koch sostennero che il sistema carcerario mirava ingiustamente alle comunità a basso reddito e alle minoranze a spese del bilancio pubblico. 

### Morte
Nel 1992 a Koch fu diagnosticato un tumore alla prostata. Ha subito radiazioni, interventi chirurgici e terapia ormonale, ma il tumore è tornato ogni volta. Koch morì nella sua casa di Southampton, New York, il 23 agosto 2019 all'età di 79 anni.

## Vita privata

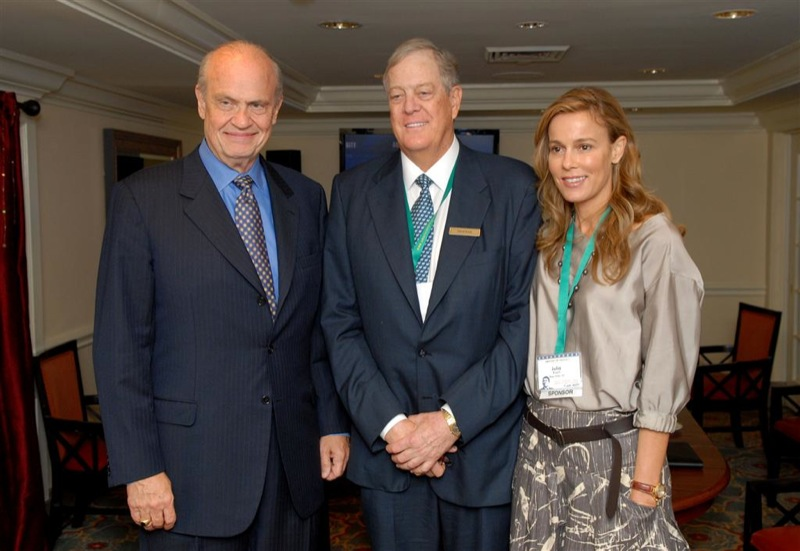
Fred Koch (a sinistra) posa con David e sua moglie Julia

David Koch si sposò con Julia Flesher nel 1996, con cui ebbe tre figli.
Nel febbraio 1991 Koch era un passeggero a bordo del volo USAir 1493 quando l'aereo si scontrò con un altro aereo su una pista dell'aeroporto internazionale di Los Angeles, uccidendo 35 persone. Koch sopravvisse e ha dichiarato in un'intervista del 2014 che la vicenda lo aveva spinto ad essere "tremendamente filantropico".
Dopo la morte di Jacqueline Kennedy Onassis nel 1994, Koch acquistò il suo appartamento di 15 locali alla 1040 Fifth Avenue e nel 2006 lo rivendette al miliardario Glenn Dubin. Koch si trasferì quindi nella casa d'infanzia di Onassis a New York, il favoloso condominio 740 Park Avenue.

## Filantropia
Koch fondò la David H. Koch Charitable Foundation. A partire dal 2006, il giornale The Chronicle of Philanthropy ha elencato Koch come uno dei 50 migliori filantropi del mondo. Dal 1988 fino alla sua morte nel 2019 ha fatto parte del Consiglio di Fondazione del New York-Presbyterian Hospital.

### Arti
Nel luglio 2008, Koch ha dato 100 milioni di dollari in 10 anni per rinnovare il New York State Theater nel Lincoln Center for the Performing Arts; il Teatro è la sede del New York City Ballet. Secondo il New York Times, il dono di Koch ha consentito "una ristrutturazione su larga scala del palco" che includeva "una fossa d'orchestra allargata che si alza meccanicamente". Il teatro fu rinominato David H. Koch Theater. Koch ha anche dato 10 milioni di dollari per rinnovare le fontane al di fuori del Metropolitan Museum of Art.
Koch è stato amministratore dell'American Ballet Theatre per 25 anni e ha contribuito con oltre 6 milioni di dollari al teatro. È stato anche membro del Consiglio di Fondazione di WGBH-TV.

### Istruzione
Dal 1982 al 2013, Koch ha contribuito con 18,6 milioni di dollari alla WGBH Educational Foundation, inclusi 10 milioni di dollari allo show del Public Broadcasting Service (PBS). Koch è stato un sostenitore dello Smithsonian Institution di Washington, D.C., donando 20 milioni di dollari all'American Museum of Natural History e creando l'ala dinosauro David H. Koch e un contributo di 15 milioni di dollari al National Museum of Natural History per creare la nuova David H. Koch Hall of Human Origins, che ha aperto il 100º anniversario del museo nella sede sul National Mall il 17 marzo 2010. Ha anche fatto parte del comitato esecutivo dell'Institute of Human Origins. Nel 2012, Koch ha contribuito con 35 milioni di dollari allo Smithsonian per costruire una nuova sala espositiva di dinosauri al National Museum of Natural History.
Koch fu anche un benefattore della Deerfield Academy, la sua alma mater. Il centro scientifico, la piscina e la casa sul campo dell'Accademia prendono il nome da lui. Koch è stato nominato il primo amministratore a vita dell'Accademia.
Koch ha dato 10 milioni di dollari al Cold Spring Harbor Laboratory.

### Ricerca medica
Koch ha dichiarato che i suoi maggiori contributi sono andati a una campagna "moon shot" per trovare la cura per il cancro, secondo il suo profilo su Forbes. Tra il 1998 e il 2012, Koch ha contribuito con almeno 395 milioni di dollari a cause e istituzioni di ricerca medica.
Koch è stato membro del consiglio di amministrazione della Prostate Cancer Foundation e ha contribuito con 41 milioni di dollari alla fondazione, inclusi 5 milioni di dollari per un progetto collaborativo nel campo della nanotecnologia. Un eponimo della cattedra David H. Koch della Prostate Cancer Foundation, la posizione è tenuta dal Dr. Jonathan Simons.
Nel 2006, Koch ha dato 20 milioni di dollari alla Johns Hopkins University School of Medicine di Baltimora per la ricerca sul cancro. L'edificio da lui finanziato è stato chiamato David H. Koch Cancer Research Building.
Nel 2007, ha contribuito con 100 milioni di dollari al Massachusetts Institute of Technology per la costruzione di una nuova struttura di ricerca e tecnologia di 33.000m2per servire come sede del David H. Koch Institute for Integrative Cancer Research. Dal momento in cui è entrato a far parte della MIT Corporation nel 1988, Koch ha dato almeno 185 milioni di dollari al MIT, 15 milioni al NewYork-Presbyterian Hospital Weill Cornell Medical Center e 30 milioni di dollari al Memorial Sloan Kettering Cancer Center di New York City. Nello stesso anno, donò 25 milioni di dollari all'University of Texas M. D. Anderson Cancer Center di Houston per fondare il David Koch Center for Applied Research in Genitourinary Cancers.
Nel 2011 Koch ha dato 5 milioni di dollari al House Ear Institute, a Los Angeles, per creare un centro per l'udito. Nel 2013, ha dato 100 milioni all'Hospital for Special Surgery di New York City. Nel 2013, ha dato 100 milioni di dollari al NewYork-Presbyterian Hospital, la più grande donazione filantropica della sua storia, iniziando una campagna da 2 miliardi di dollari per concludere nel 2019 per un nuovo centro di assistenza ambulatoria e ristrutturare l'infrastruttura dei cinque siti dell'ospedale.
Nel 2015, ha impegnato 150 milioni di dollari al Memorial Sloan Kettering Cancer Center di New York City per costruire il David H. Koch Center for Cancer Care, ospitato in un edificio di 23 piani sviluppato tra la 73a e la 74a strada che si affaccia sulla FDR Drive. Il centro combina il trattamento del cancro all'avanguardia in un ambiente che supporta pazienti e famiglie. L'edificio include spazi personali e comunitari flessibili, offerte educative e opportunità per l'esercizio fisico.